# Chrám svatého Václava (Litoměřice)
Chrám svatého Václava v Litoměřicích je nevelká barokní stavba z 1. poloviny 18. století. Kostel se nachází na Václavském náměstí v Litoměřicích a v současné době je chrámem litoměřické církevní obce české pravoslavné církve. Objekt je chráněn jako kulturní památka.

## Historie

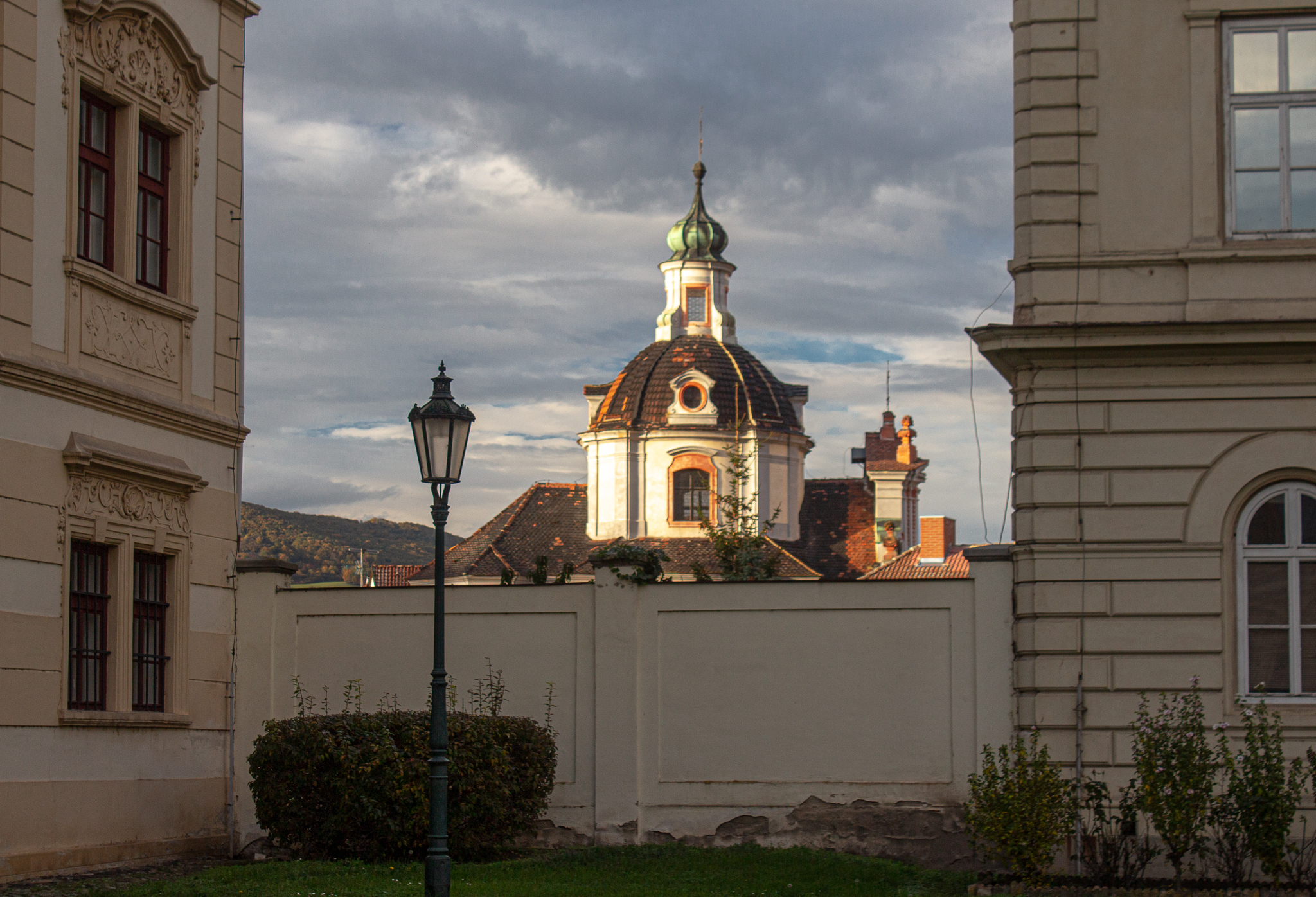
Kupole chrámu sv. Václava z Dómského náměstí

Nejstarší zmínka o kostele na tomto místě pochází z roku 1363. V době třicetileté války kostelík utrpěl mnoho škod a byl zbořen. Na jeho místě byl v letech 1714–1716 vybudován současný barokní kostel. Stavba byla vyjádřením poděkování Bohu za ukončení morové epidemie.
První katolické bohoslužby v novém kostele se konaly na svátek sv. Václava, patrona kostela, 28. září 1716. Za josefinských reforem byl zrušen jako bohoslužebné místo. Od té doby sloužil pouze jako skladiště až do 28. září 1852, kdy jej znovu vysvětil litoměřický biskup Augustin Hille.
V roce 1927 byl interiér adaptován na památník obětí první světové války. 
Po druhé světové válce, v roce 1950, objekt do užívání získala pravoslavná církev, a kostel byl adaptován pro potřeby východní liturgie.
Velká rekonstrukce byla provedena v letech 1992–1993. V roce 2008 byl pořízen nový ikonostas. Osoba dlouholetého duchovního správce otce ThDr. Marka Krupici, Th.D. a jeho dlouholeté působení ve farnosti se projevilo na vzrůstající tendenci návštěvníků bohoslužeb, z nichž někteří přicházeli i ze vzdálenějších regionů Česka (např. z Valašska).
V roce 2011 vyjednal archimandrita Martin Marek Krupica možnost využívat kapli svatého Josefa Snoubence v nedaleké Roudnici nad Labem, pro účely pravoslavných bohoslužeb. Reagoval tím na větší množství pravoslavných věřících, kteří do Litoměřic začali dojíždět právě z Roudnice a okolí, a on jako jejich duchovní jim chtěl usnadnit přístup k bohoslužbám. Roudnická kaple se tak stala filiálkou litoměřické církevní obce. Nedlouho poté byla přímo v Roudnici zřízena samostatná církevní obec a byl pro ni vysvěcen na kněze jeden z litoměřických diákonů Miroslav Šantin. Po úmrtí otce Marka v listopadu 2018 na následky autonehody byl novým správcem farnosti jmenován otec Přemysl Hadrava.

## Bohoslužby
Chrám slouží pravoslavným bohoslužbám. V roce 2011 byla v chrámu instalována IP kamera, umožňující sledování bohoslužeb přes internet.

## Architektura
Kostel je poměrně malá stavba. Základem jeho dispozice je čtverec se zaoblenými rohy, k němuž na západě přiléhá malý, trojboce uzavřený presbytář. Průčelí kostela jeví příbuznost s dalšími Broggiovými realizacemi sakrálních objektů v Bohosudově a v Oseku.
Presbytář je od zbytku kostela oddělen ikonostasem od Michaila Adlera Procenko z Krymu z roku 2008. Na čelní stěně presbytáře (v lunetě pod klenutím) je ikona Panny Marie, u jejíchž nohou jsou vymalovány všechny litoměřické kostely, pocházející z roku 2010. V kopuli nad chrámovou lodí jsou zobrazení čtyř evangelistů, Matouše, Marka, Lukáše a Jana.

## Galerie

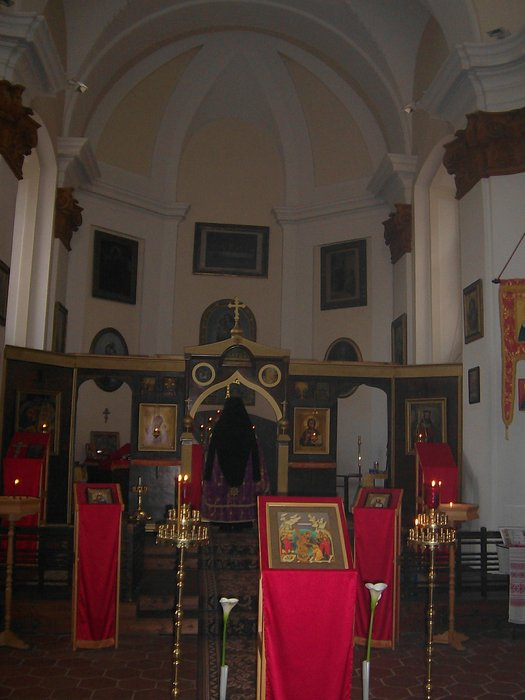
Interiér s původním ikonostasem (2007)
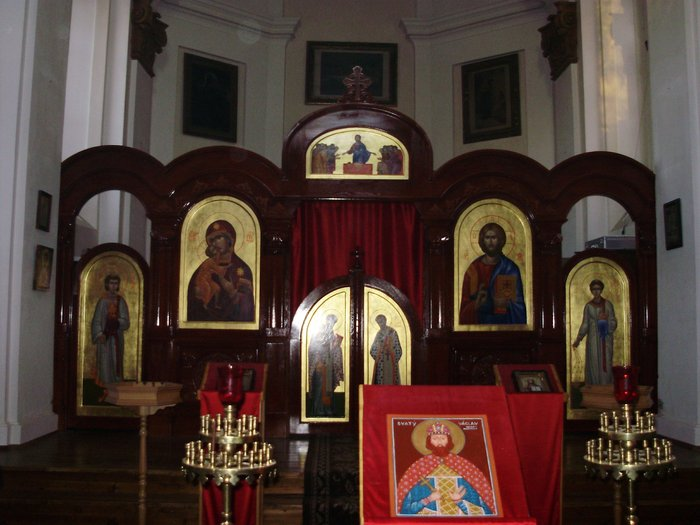
Interiér s novým ikonostasem, ještě bez ikon za oltářem (2009)
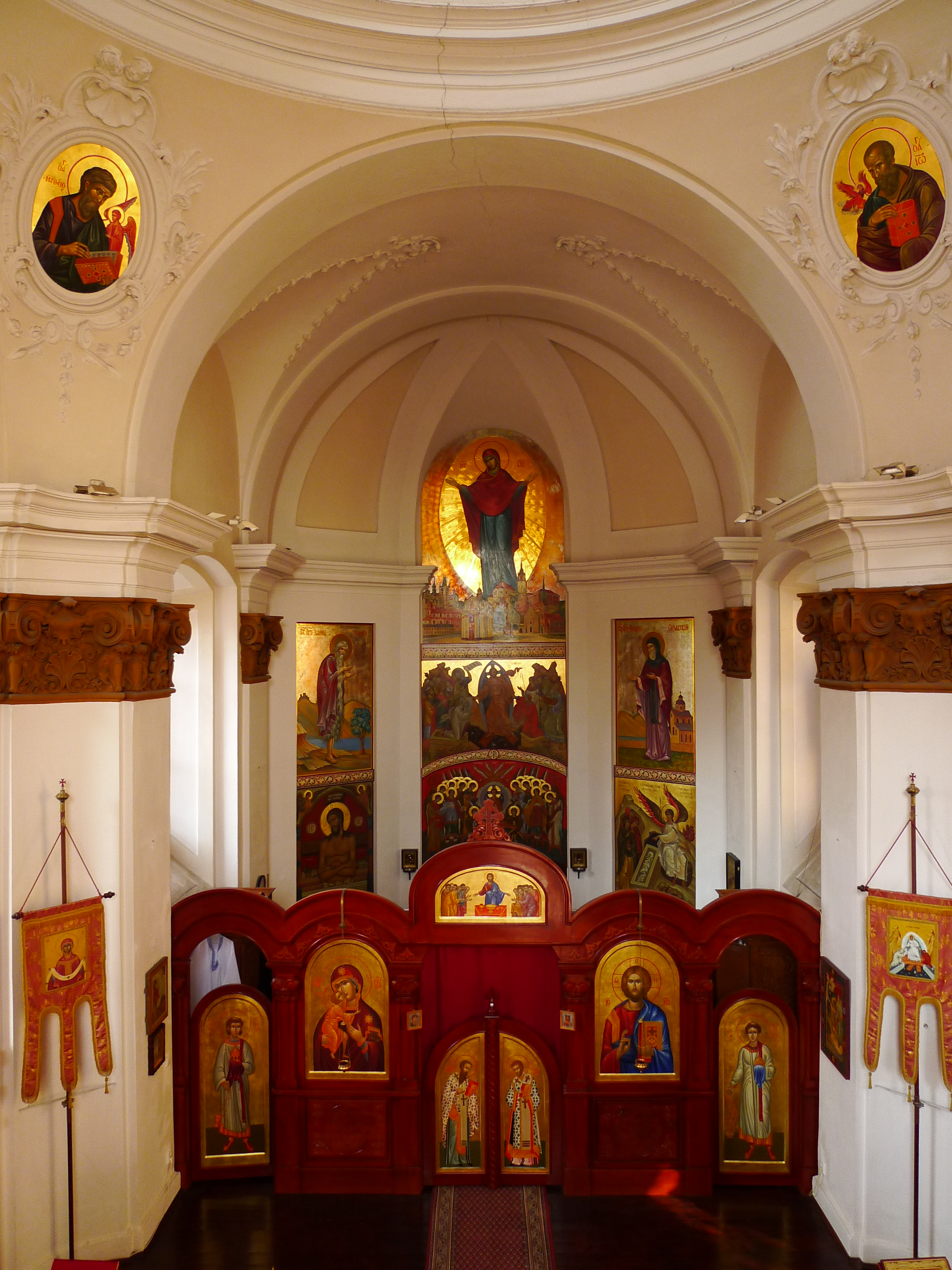
Interiér (pohled z kůru) s novým ikonostasem, již s ikonami za oltářem (2016)
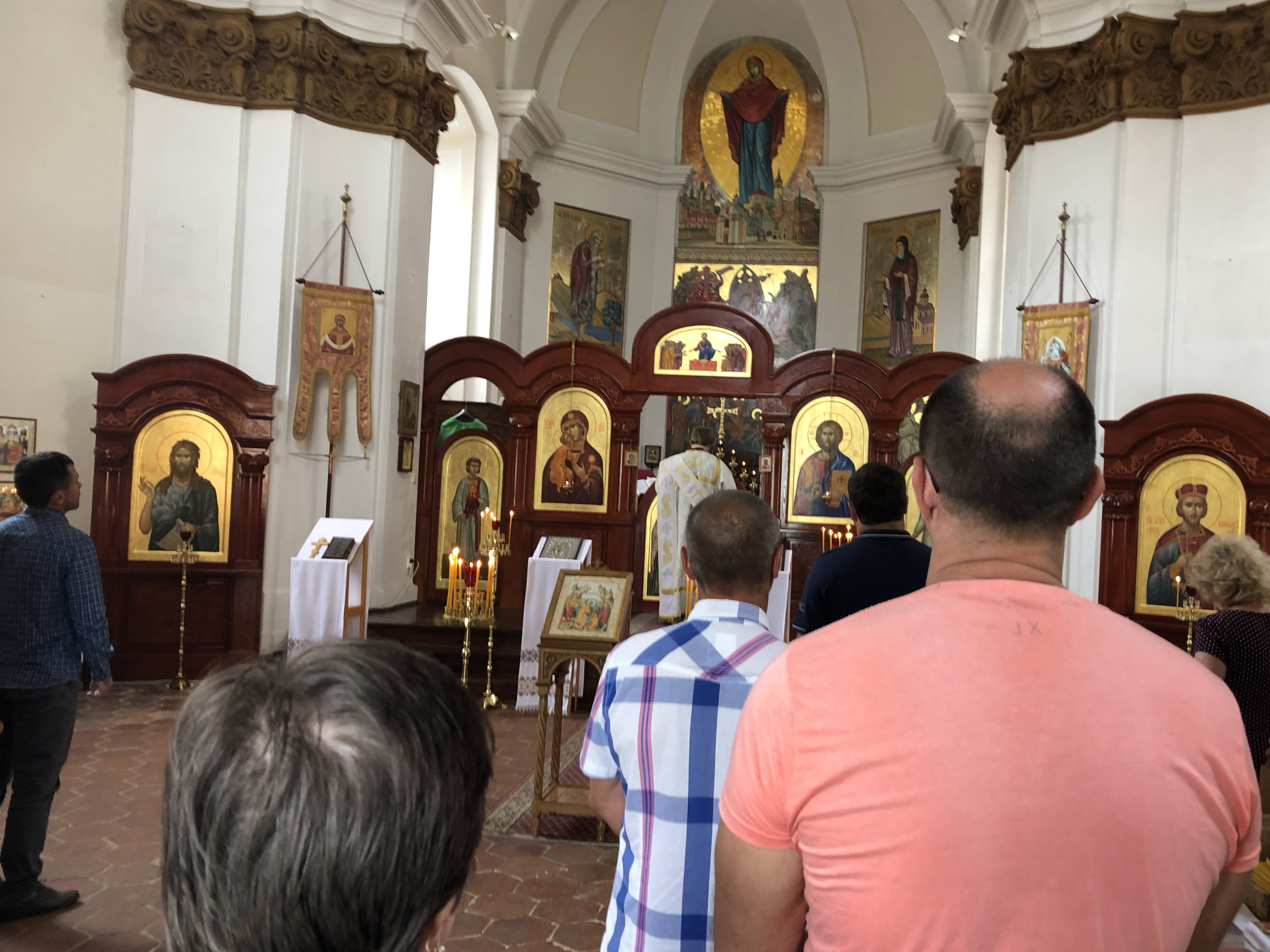
Božská liturgie v chrámu (2018)
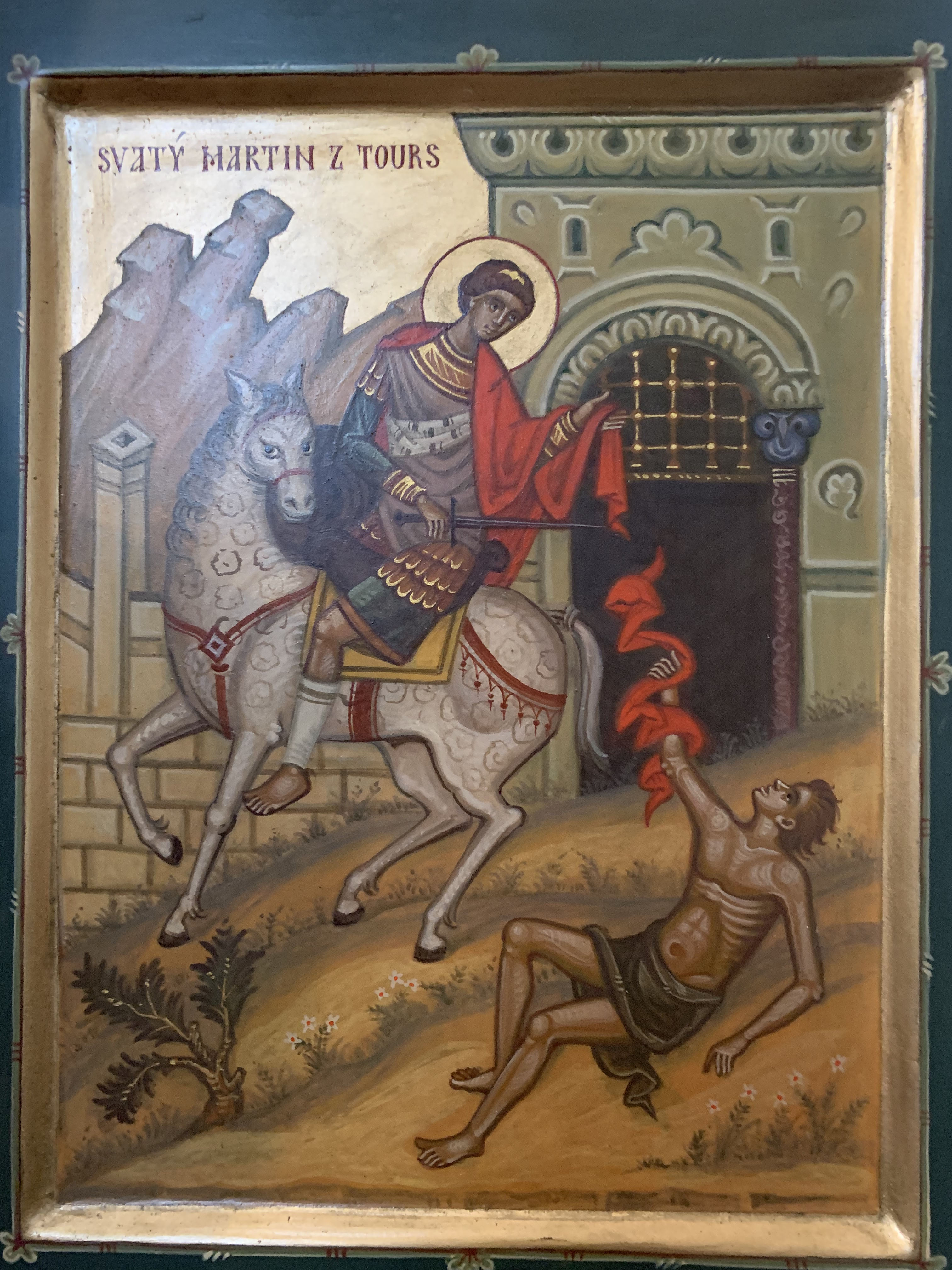
Ikona svatého Martina
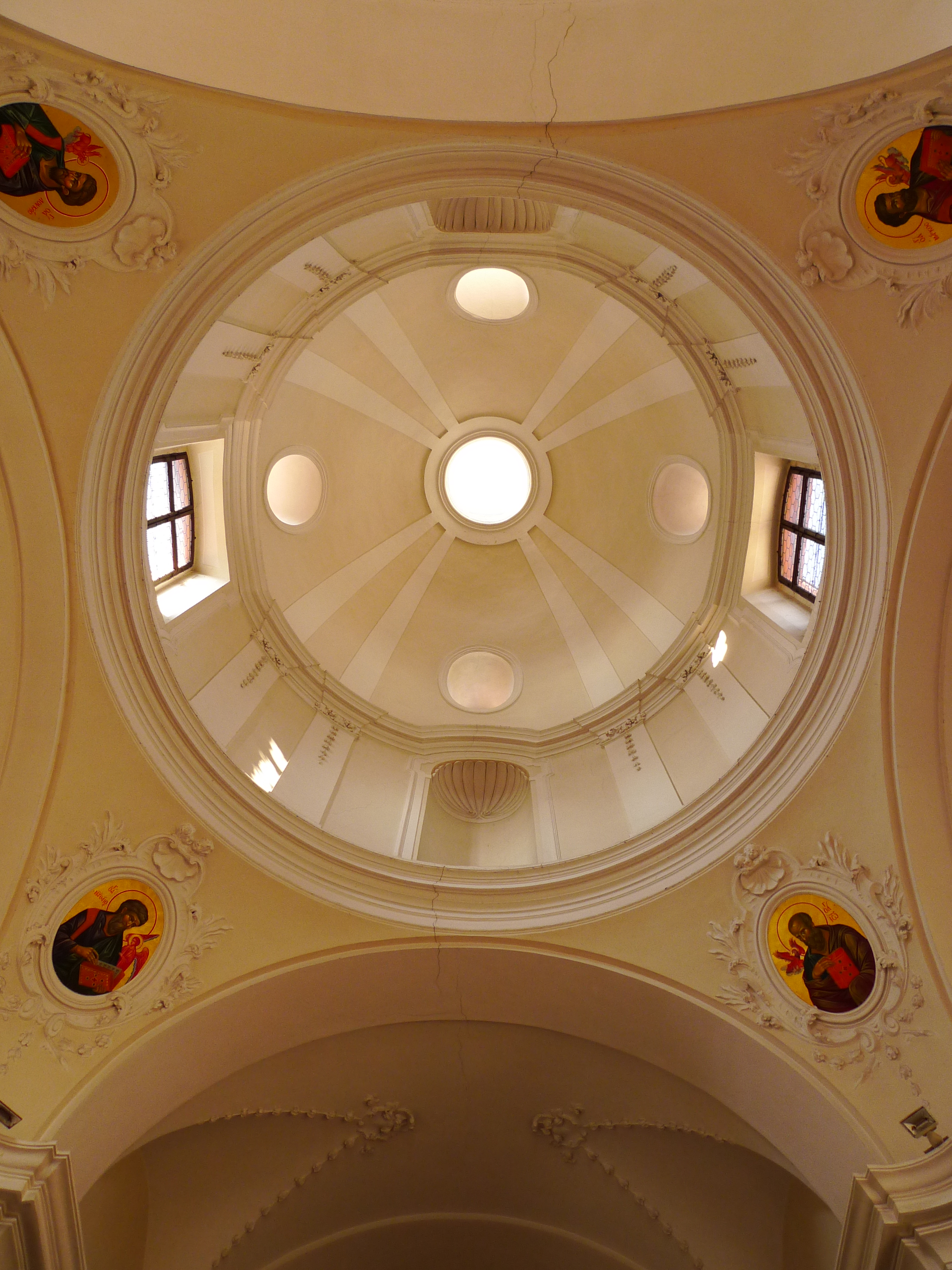
Kupole chrámu s ikonami čtyř evangelistů